# Bikal
Bikal là một thị trấn thuộc hạt Baranya, Hungary. Thị trấn này có diện tích 17,03 km², dân số năm 2010 là 759 người, mật độ 45 người/km².